# Plenilunio (novela)
Plenilunio es una novela del escritor español Antonio Muñoz Molina publicada en 1997.

## Argumento
Un inspector de policía, cuyo nombre no se menciona en la novela, es trasladado a una pequeña ciudad de provincias del Sur de España, tras haber estado destinado una buena parte de su vida profesional en la ciudad de Bilbao, donde sufrió el acoso del mundo cercano a ETA lo que provocó el deterioro mental y posterior ingreso en un centro psiquiátrico de su esposa. En su nuevo destino, la población en la que transcurrió su infancia, deberá enfrentarse a un asesino psicópata que comete crímenes de niñas y adolescentes en las noches de luna llena. En su investigación, interactúa con quien fue su maestro de escuela, el Padre Orduña, con la profesora Susana Grey, de la que se enamora, y con el forense Ferreras.

## Adaptación
Adaptada al cine en 2000 por Imanol Uribe, en una película del mismo título, protagonizada por Miguel Ángel Solá, Adriana Ozores y Juan Diego Botto.